# 白鳥庭園
白鳥庭園（しろとりていえん）は、愛知県名古屋市熱田区熱田西町にある白鳥公園内にある庭園である。

## 概要
白鳥貯木場を埋め立てて、1983年（昭和58年）から1991年（平成3年）までかけて整備した庭園。当初から白鳥庭園とする計画であった公園ではあるが、はじめは「白鳥公園」という街区公園として開園。1989年（平成元年）開催された世界デザイン博覧会のパビリオン「日本庭園」として本格的に整備された。閉幕後は、庭園専用の有料公園とするため継続整備され、1991年（平成3年）に完成・オープンした。
大きな池を中心に配置した「池泉回遊式」の日本庭園で、都市公園内の庭園としては、東海地方随一の規模を誇る。世界デザイン博覧会のパビリオンとして設置したため東海三県を中心とした中部地方の地形をモチーフにしている。公園の南側にある築山を御嶽山に、そこから各池に注ぐ川を木曽川に、中央・周辺の池を伊勢湾に見立てており、自然の雄大さを演出している。
園内のメイン施設の清羽亭は本格的数寄屋建築の茶室である。清羽亭は、茶会などに利用され、汐入（しおいり）亭では庭園を眺めながら有料で抹茶が楽しめる。
全国でも珍しい三つの音色を奏でる水琴窟がある。

## 所在地
- 〒456-0036：愛知県名古屋市熱田区熱田西町2番5号

## アクセス
- 名古屋市営地下鉄名城線 熱田神宮西駅下車、徒歩で約10分。（4番出口利用）[2]
- 名古屋市営バス（金山25号系統・幹神宮2号系統）「白鳥橋」停留所下車、徒歩で約3分[2]。
- 名古屋市営バス（熱田巡回系統）「熱田生涯学習センター」停留所下車、徒歩で約3分[2]。
- イオンモール熱田巡回バス「白鳥庭園」下車（駐車場内発着）[3]。
- 駐車場：正門40台、提携コインパーキング30台。

## 隣接している公園

### 白鳥公園
名古屋国際会議場がある公園。広義には、白鳥庭園もこの公園の一部であるが、利用目的が違うため区別されている。
なお、隣接の堀川の対岸にあり、人道橋の御陵橋で連絡されている公園として、旗屋町2丁目の街区公園「白鳥公園」や白鳥古墳がある。

## ギャラリー
- 冬季に設置される雪吊り（夜景）
- 出会橋
- 園内に流れる川
- 枝垂れ桜
- 汐入亭のメニュー（冷やし甘酒）